# Дюррант, Иан
Иан Дюррант (англ. Ian Durrant; род. 29 октября 1966, Глазго) — шотландский футболист и футбольный тренер, полузащитник.

## Карьера

### Клубная карьера
Во взрослом футболе дебютировал в 1985 году в клубе «Рейнджерс». Его первый выход на поле состоялся в апреле того же года в матче против «Гринок Мортона». Он прекрасно себя проявил вместе с другим полузащитником Дереком Фергюсоном в финалах Кубка Шотландской лиги 1986 и 1987 годов, реализовав победный пенальти в серии последнего.
В октябре 1988 года Дюррант получил серьёзную травму от игрока «Абердина» Нила Симпсона, которая порвала крестообразные связки правого колена. Из-за этого он почти три года не выходил на поле. После одного неудачного возвращения в начале 1990 года он вновь появился в матче в январе 1991 года против «Хиберниана». В 1993 году Дюррант подал иск о возмещении ущерба против Симпсона и урегулировал его во внесудебном порядке на нераскрытую сумму.
В 1994 году Дюррант был на непродолжительное время отдан в аренду в английский клуб «Эвертон», в составе которого провёл пять матчей.
Дюррант сыграл в Лиге чемпионов УЕФА 1992/93, несмотря на свои проблемы с травмами. Он сыграл в общей сложности 246 матчей за клуб, забив 26 голов, и выиграл шесть чемпионских титулов, три Кубка Шотландии и четыре Кубка шотландской лиги.
В 1998 году вместе с товарищем по команде Алли Маккойстом Дюррант перешёл в другой шотландский клуб "Килмарнок. Он провёл в его составе четыре сезона, после чего объявил о завершении своей игровой карьеры. Он дважды был включён в шорт-лист на звание игрок года по версии футболистов ШПФА в 1999 и 2000 годах.

### Карьера в сборной
9 сентября 1987 года дебютировал в официальных матчах в составе национальной сборной Шотландии в игре против команды Венгрии. Его последний матч за сборную состоялся 30 мая 2000 года против сборной Ирландии.
Всего в составе сборной принял участие в 20 матчах, не забив ни одного гола.

### Тренерская карьера
В 2005 году Дюррант вернулся в «Рейнджерс» в качестве тренера юношей до 19 лет и тренера резервного состава команды. После отставки Поля Ле Гуэна с поста главного тренера клуба 4 января 2007 года, Дюррант исполнял обязанности временного главы тренерского штаба пока им не был назначен Уолтер Смит.
В 2018 году Дюррант непродолжительное время исполнял обязанности главного тренера клуба «Дамбартон».

## Личная жизнь
В 1987 году Дюррант был оштрафован клубом «Рейнджерс» на 1500 фунтов стерлингов за инцидент в кафе, произошедший после их победы на чемпионате Шотландии 1986/87. В октябре 1989 года он был оштрафован за нарушение общественного порядка во время инцидента в Глазго в мае того же года.
В октябре 2018 года Дюррант был запечатлён на видео выкрикивающим оскорбления в адрес Папы Римского во время ужина болельщиков «Рейнджерс» в Ботуэлле, на котором присутствовали бывшие игроки команды.

## Достижения
«Рейнджерс»
- Чемпион Шотландии: 1986/87, 1991/92, 1992/93, 1993/94, 1994/95, 1995/96
- Обладатель Кубка Шотландии: 1991/92, 1992/93[17], 1995/96
- Обладатель Кубка шотландской лиги: 1986/87, 1987/88, 1992/93, 1993/94